# Folkestone Mermaid

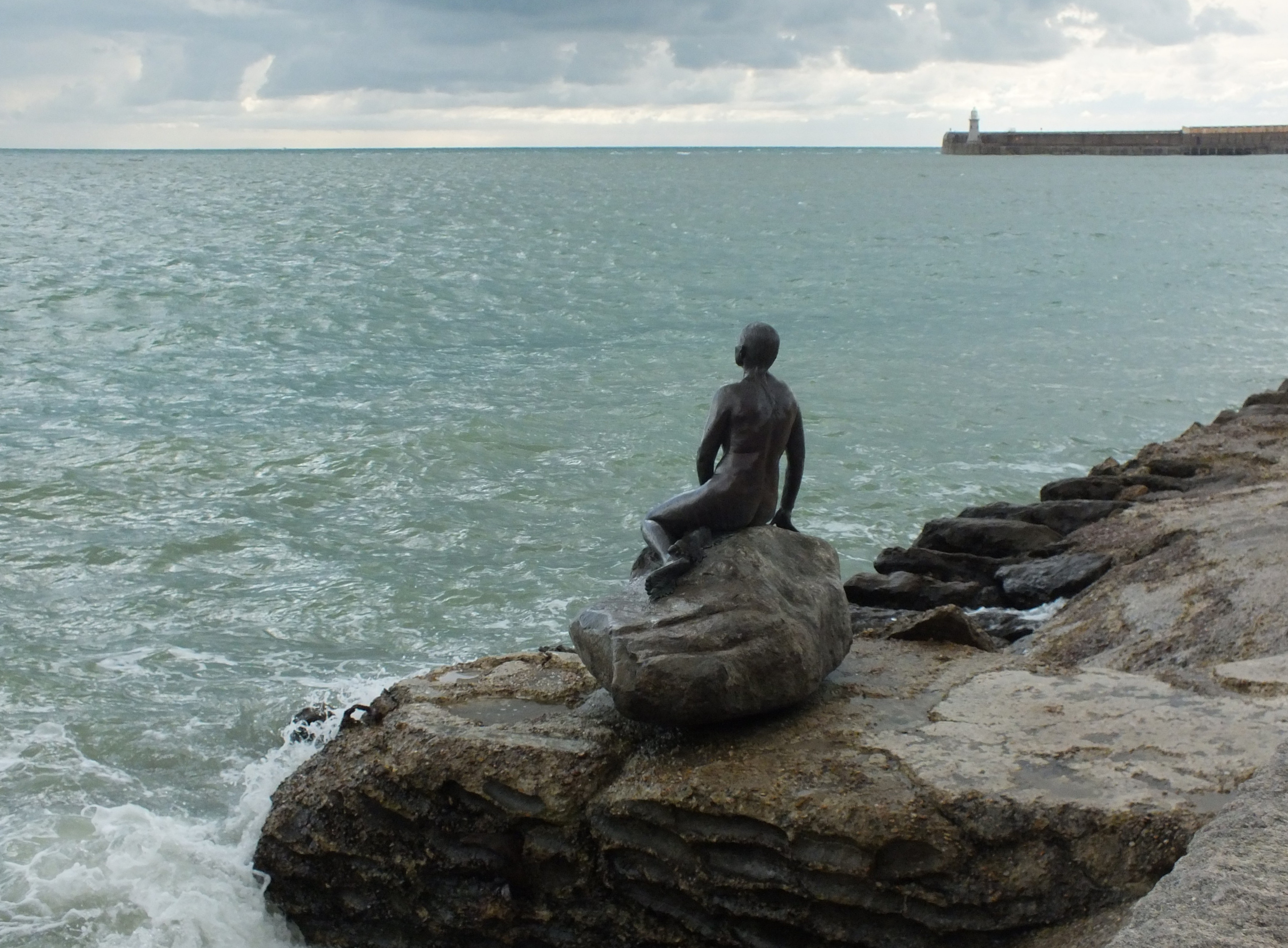
Folkstone Mermaid

Folkstone Mermaid är en skulptur av Cornelia Parker i Folkestone i Storbritannien.
Folkstone Mermaid är placerad öster om Folkstones hamn och blickar ut över havet. Skulpturen modellerades för Folkestone Triennial 2011. Den är gjord efter inspiration av Den lille havfrue av Edvard Eriksen på Langelinie i Köpenhamn. Till skillnad från denna idealiserade skapelse, är folkstoneskulpturen i skala 1:1 och en avbildning av en kvinnokropp, som hyllar något vardagligt. Cornelia Parker utannonserade modellarbetet till alla kvinnor i Folkstone. Valet kom att stå till tvåbarnsmamman Georgina Baker, då 38 år gammal, som var född och uppvuxen i Folkestone.
Skulpturen finansierades av Art Fund och Roger De Haan Charitable Trust.